# Università di Lipsia

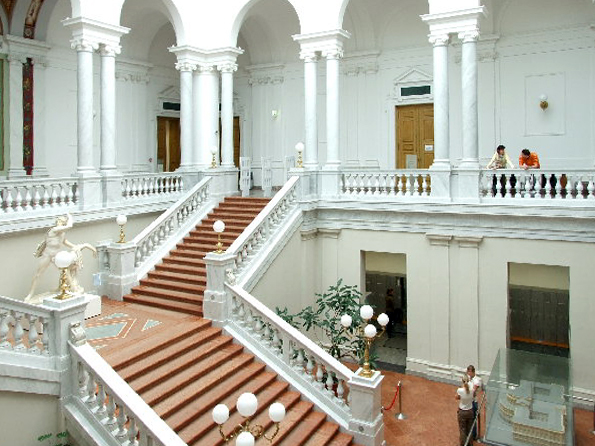
La biblioteca dell'università

L'Università di Lipsia (in tedesco: Universität Leipzig), ubicata a Lipsia, in Sassonia, è una delle più antiche università europee.

## Storia
Fu fondata il 2 dicembre 1409 da Federico I il Bellicoso (der Streitbare), principe elettore di Sassonia, e da suo fratello Guglielmo II, margravio di Meißen. Inizialmente comprendeva quattro facoltà: arte, teologia, medicina e legge.